# Floing
Floing é uma comuna francesa na região administrativa de Grande Leste, no departamento Ardenas. Estende-se por uma área de 7,43 km². Em 2010 a comuna tinha 2 391 habitantes (densidade: 321,8 hab./km²).